# Georges de Saint-Foix
Pour les articles homonymes, voir Comte de Saint-Foix.
Georges de Saint-Foix (né le 2 mars 1874 à Paris et mort le 26 mai 1954 à Aix-en-Provence) est un musicologue français, connaisseur apprécié de Mozart et spécialiste du XVIIIe siècle et du début du XIXe siècle. Il est le fils du Comte de Saint-Foix du même nom, celui-là-même qui en 1858 servit de guide à Gustave Flaubert à Carthage alors qu'il préparait son roman Salammbô. Élève à la Schola Cantorum, il étudie le violon et la Théorie de la Musique avec Vincent d'Indy. Juriste de formation, il devient l'un des plus brillants musicologues français de la première moitié du XXe siècle en se faisant connaître par ses études sur Mozart, Cherubini, Bach, Clementi, Gluck et Boccherini.

## Principales œuvres
- Georges de Saint-Foix et Théodore de Wyzewa, Wolfgang Amadeus Mozart : sa vie musicale et son œuvre, vol. I & II, Paris, Desclée de Brouwer, 1977–1978 (1re éd. 1936-1946), 1044 et 1231 p. (ISBN 2220021300 et 2220021440, OCLC 461614357, BNF 34595099) [lire en ligne éd. 1912 — vol. 1] ; [vol. 2] Rééd. Robert Laffont, coll. « Bouquins », 1986, 2 t.  (ISBN 978-2-221-04703-3) — sans les exemples musicaux.
- Georges de Saint-Foix et Louis Picquot, Boccherini : notes et documents nouveaux et Notice sur la vie et les ouvrages de Luigi Boccherini, Paris, Librairie musicale R. Legouix, 1930, 203 p. (OCLC 2901630). Réédition de l'ouvrage de Louis Picquot[4] avec une introduction de 45 pages et des annotations actualisées.